# Liste der Baudenkmäler in Sonsbeck
Die Liste der Baudenkmäler in Sonsbeck enthält die denkmalgeschützten Bauwerke auf dem Gebiet der Gemeinde Sonsbeck im Kreis Wesel in Nordrhein-Westfalen (Stand: Mai 2021). Diese Baudenkmäler sind in der Denkmalliste der Gemeinde Sonsbeck eingetragen; Grundlage für die Aufnahme ist das Denkmalschutzgesetz Nordrhein-Westfalen (DSchG NRW).

| Bild                                          | Bezeichnung                                         | Lage                                 | Beschreibung | Bauzeit                     | Eingetragen seit | Denkmal- nummer |
| --------------------------------------------- | --------------------------------------------------- | ------------------------------------ | ------------ | --------------------------- | ---------------- | --------------- |
| weitere Bilder                                | Katholische Kirche St. Maria Magdalena              | Sonsbeck Herrenstraße 41 Karte       |              | ab 1. Drittel des 15. Jh.   |                  | 1               |
| weitere Bilder                                | St.-Gerebernus-Kapelle                              | Sonsbeck Dassendaler Weg 10 Karte    |              | um 1193 1478                |                  | 2               |
| BW                                            | Katholische Kirche St. Antonius                     | Hamb Pallandweg Karte                |              | vmtl. Anfang des 17. Jh.    |                  | 3               |
| BW                                            | Katholische Kirche St. Marien                       | Labbeck Marienbaumer Straße Karte    |              | 1869–1871                   |                  | 4               |
| weitere Bilder                                | Evangelische Kirche und Johann-Suys-Glocke          | Sonsbeck Hochstraße 20 Karte         |              | 1655 (Kirche) 1714 (Glocke) |                  | 5               |
| weitere Bilder                                | Gommansche Mühle                                    | Sonsbeck Mühlensteg 2 Karte          |              | vmtl. 1870                  |                  | 6               |
| BW                                            | Katstelle Elbers                                    | Labbeck Balberger Straße 71 Karte    |              |                             |                  | 7               |
| BW                                            | Voigtshof                                           | Labbeck Marienbaumer Straße 15 Karte |              |                             |                  | 8               |
| Forsthaus Hasenacker                          | Forsthaus Hasenacker                                | Labbeck Dassendaler Weg 71 Karte     |              |                             |                  | 9               |
| weitere Bilder                                | Römerturm                                           | Sonsbeck Dassendaler Weg 14 Karte    |              |                             |                  | 10              |
|                                               | Backhaus                                            | Labbeck Balberger Straße 129         |              |                             |                  | 11              |
| Windmühle                                     | Windmühle                                           | Labbeck Am Mühlenberg Karte          |              |                             |                  | 12              |
| weitere Bilder                                | Kloster St. Bernardin                               | Hamb St. Bernardin-Straße 65 Karte   |              |                             |                  | 13              |
| BW                                            | Ehem. Schule, Bücherei, Pfarrheim                   | Labbeck Marienbaumer Straße 66 Karte |              |                             |                  | 14              |
| BW                                            | Kath. Pfarrhaus                                     | Labbeck Marienbaumer Straße 60 Karte |              |                             |                  | 15              |
| Kath. Pfarrhaus                               | Kath. Pfarrhaus                                     | Sonsbeck Herrenstraße 42 Karte       |              |                             |                  | 16              |
| BW                                            | Pauhof, ehem. Bauernhof, heute Wohnhaus mit Atelier | Labbeck Dassendaler Weg 73 Karte     |              |                             |                  | 17              |
| BW                                            | Pauenhof, Bauernhof                                 | Hamb Gemeindegrenze Issum Karte      |              |                             |                  | 18              |
| BW                                            | Kath. Pfarrhaus, Pfarrbüro/Wohnung                  | Hamb Pallandweg 2 Karte              |              |                             |                  | 19              |
| weitere Bilder                                | (ehem.) Jüdischer Friedhof                          | Labbeck Xantener Straße Karte        |              |                             |                  | 20              |
| Wohnhaus und Gärtnerei                        | Wohnhaus und Gärtnerei                              | Sonsbeck Hochstraße 76 Karte         |              |                             |                  | 21              |
| BW                                            | Friedhof mit Kriegsgräbermalanlage                  | Labbeck Bögelscher Weg Karte         |              |                             |                  | 22              |
| BW                                            | Raymakershof, Bauernhof                             | Labbeck Xantener Straße 181 Karte    |              |                             |                  | 23              |
| Johann-Hinrich-Wichern-Haus, Ev. Gemeindehaus | Johann-Hinrich-Wichern-Haus, Ev. Gemeindehaus       | Sonsbeck Herrenstraße 17 Karte       |              |                             |                  | 24              |
| BW                                            | Gut Sandfurth, Bauernhof                            | Labbeck Schwarze Straße 120 Karte    |              |                             |                  | 25              |